# Soure (Portugal)
Soure  ist ein Landkreis und eine Kleinstadt (Vila) im Distrikt Coimbra in Mittel-Portugal.

## Geografie
Im Wesentlichen ist der Kreis Soure durch zwei Landschaften gekennzeichnet. Zum einen die hügeligen Teile mit den Ausläufern des iberischen Scheidegebirges, namentlich die Serra do Sicó. Zum anderen die flachen Gebietsteile, von den Flüssen Anços, Arunca und Pranto durchzogen, mit einer abwechslungsreichen Landschaft aus Wäldern (Eichen, Eukalyptus, neben anderen Nadel- und Laubhölzern) und Gebieten extensiver und intensiver Landwirtschaft.

## Geschichte
Archäologische Funde, besonders aus der Jungsteinzeit, belegen eine lange menschliche Besiedlung der Gegend bis zurück in vorgeschichtliche Zeit. Während der römischen Besatzung hieß der Ort Saurium und war befestigt, zudem ist ein Wegpfeiler (Miliarium) aus Saurium (an der Römerstraße von Olisipo nach Conimbriga) im städtischen Museum zu sehen. Die erste dokumentierte Erwähnung Soures ist die Überschreibung im Jahr 1043 eines hier bestehenden kleinen Klosters der Brüder João, Sisnando, Ordonho und Soleima, an das Kloster Convento da Vacariça. Im Juli 1111 erhielt Soure erstmals Stadtrechte ("foral") übertragen durch den Grafen Dom Henrique Heinrich von Burgund und der Königin Dona Teresa (Theresia von Kastilien), um dabei auch durch steuerliche Privilegien die Bevölkerung zu halten und neu anzusiedeln.
In der Zeit der maurischen Besatzung der iberischen Halbinsel war Soure ein arabischer Festungsort, der nach seiner Eroberung 1064 im Zuge der Reconquista eine strategisch wichtige Befestigung in der Verteidigungslinie von Coimbra wurde, zusammen mit Montemor-o-Velho, Penela, Santa Olaia, Germanelo, Miranda do Corvo und Lousã.
Königin Teresa gab Soure 1128 an den Templerorden, was Dom Afonso Henriques (Alfons I. (Portugal)) 1129 bestätigte. Soure war der erste Sitz der Templer in Portugal, noch vor Gründung der Nation (1143). Bis zur Eroberung Lissabons im Jahr 1147 blieb Soure eine wichtige Festung, verlor danach aber seine strategische Bedeutung. Die für die Versorgung der vorherigen Befestigungsorte wichtigen Flüsse Anços, Arunca und Pranto ermöglichten nun eine aufblühende Landwirtschaft in dem befriedeten Gebiet.
Im Jahr 1513 bestätigte König Manuel der I. im Zuge seiner Verwaltungsreformen die Stadtrechte Soures. In den folgenden Jahrhunderten gab es verschiedene Gebietsreformen, bei denen Gemeinden (Freguesias) aus dem Kreis Soure umliegenden Kreisen (Concelhos) angegliedert wurden oder von ihnen zu Soure kamen, besonders die zwischenzeitlich eigenständigen Kreise von Verride und Santo Varão.
Von den in der Region durchziehenden französischen Invasionstruppen des Generals Junot blieb Soure 1807 genauso unberührt, wie von den sie verfolgenden Truppen General Wellingtons.
Seit 1928 besteht der Kreis Soure in seiner jetzigen Struktur der 12 Gemeinden.

## Verwaltung

### Kreis
Soure ist Verwaltungssitz eines gleichnamigen Kreises. Die Nachbarkreise sind (im Uhrzeigersinn im Norden beginnend): Montemor-o-Velho, Condeixa-a-Nova, Penela, Ansião, Pombal sowie Figueira da Foz.
Mit der Gebietsreform im September 2013 wurden die Gemeinden Gesteira und Brunhós und die Gemeinden Degracias und Pombalinho zu je einer neuen Gemeinde zusammengefasst, sodass sich die Zahl der Gemeinden von zuvor zwölf auf zehn verringerte.
Die folgenden Gemeinden (freguesias) liegen im Kreis Soure:

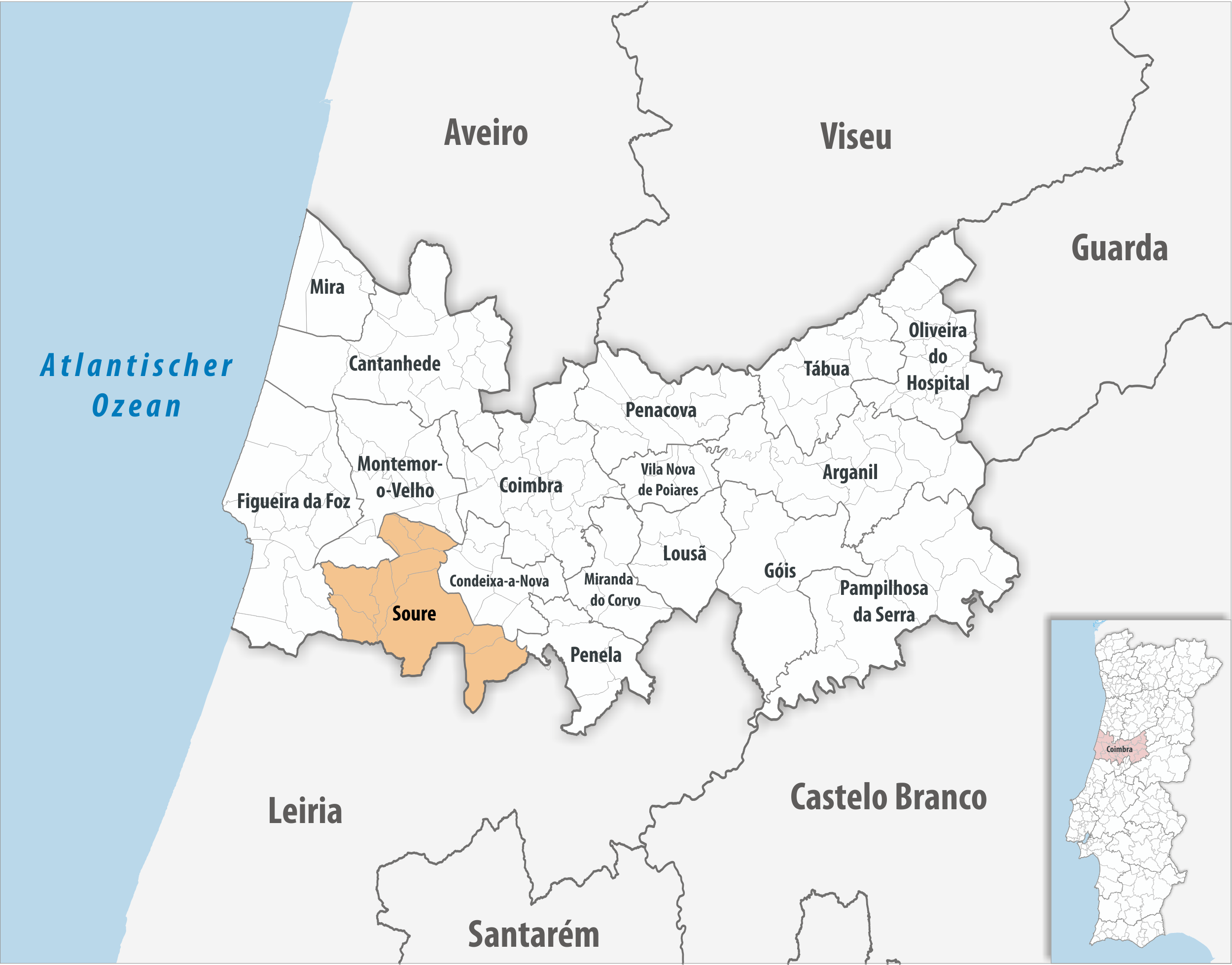
Kreis Soure

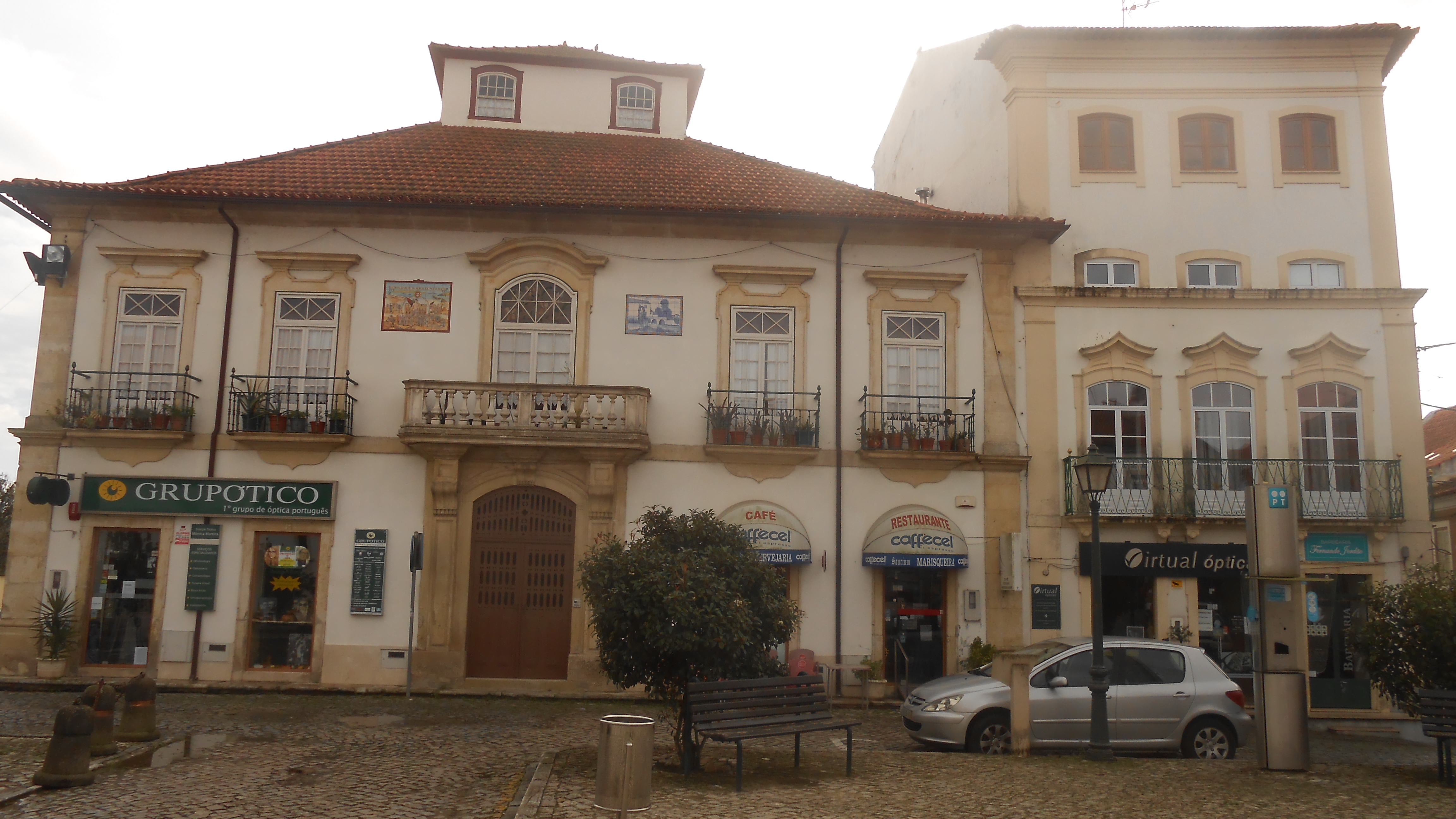
Der Praça-Miguel-Bombarda-Platz im verkehrsberuhigten historischen Ortskern.

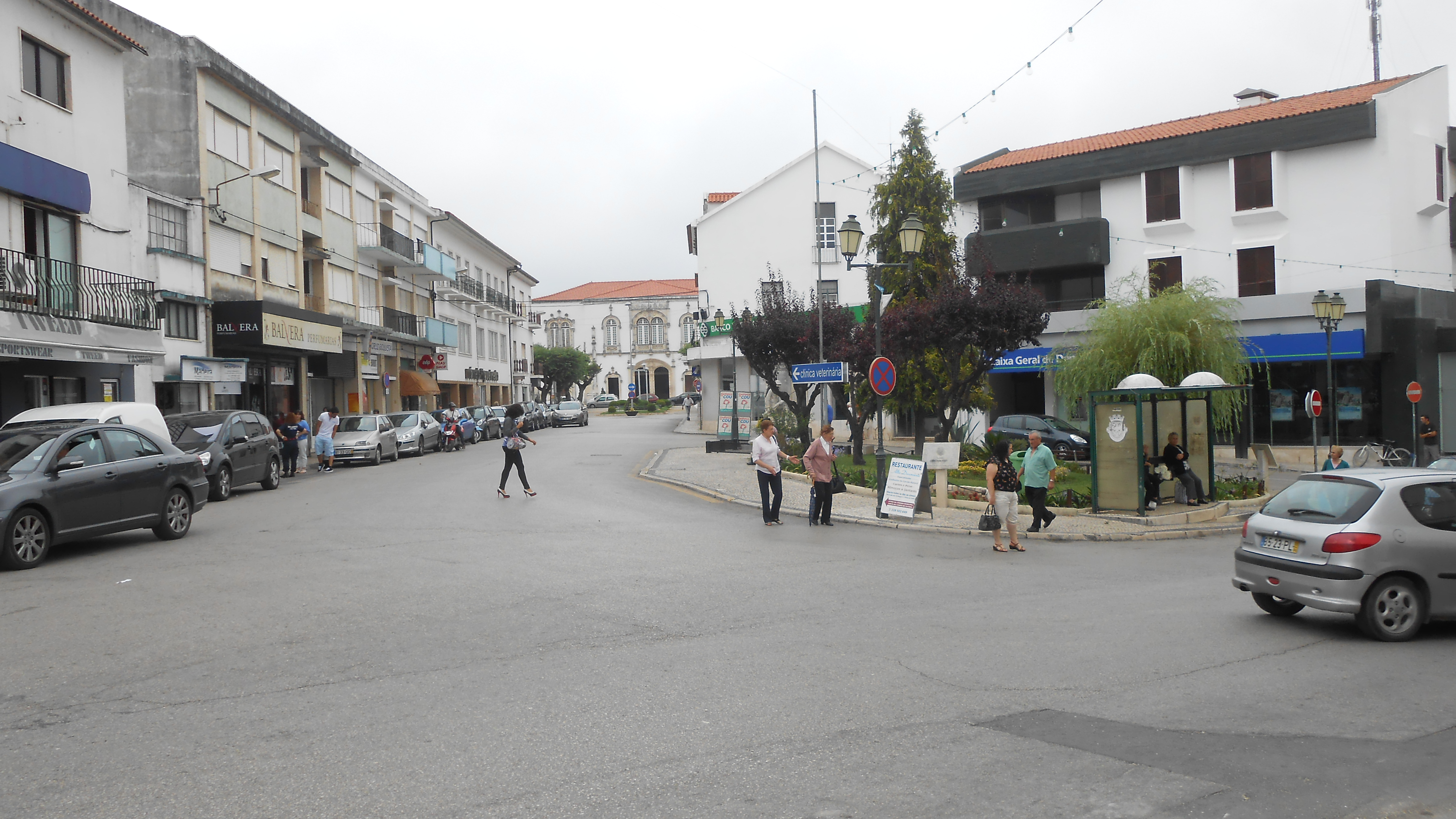
In der Ortsmitte von Soure.

| Gemeinde               | Einwohner (2021) | Fläche km² | Dichte Einw./km² | LAU- Code |
| ---------------------- | ---------------- | ---------- | ---------------- | --------- |
| Alfarelos              | 1.269            | 13,98      | 91               | 061501    |
| Degracias e Pombalinho | 1.049            | 39,47      | 27               | 061513    |
| Figueiró do Campo      | 1.288            | 11,27      | 114              | 061504    |
| Gesteira e Brunhós     | 954              | 16,76      | 57               | 061514    |
| Granja do Ulmeiro      | 1.699            | 5,05       | 336              | 061506    |
| Samuel                 | 1.067            | 31,37      | 34               | 061508    |
| Soure                  | 7.466            | 92,32      | 81               | 061509    |
| Tapéus                 | 326              | 13,87      | 24               | 061510    |
| Vila Nova de Anços     | 928              | 20,58      | 45               | 061511    |
| Vinha da Rainha        | 1.215            | 20,38      | 60               | 061512    |
| Kreis Soure            | 17.261           | 265,05     | 65               | 0615      |

### Bevölkerungsentwicklung
| Einwohnerzahl im Kreis Soure (1801–2011) | Einwohnerzahl im Kreis Soure (1801–2011) | Einwohnerzahl im Kreis Soure (1801–2011) | Einwohnerzahl im Kreis Soure (1801–2011) | Einwohnerzahl im Kreis Soure (1801–2011) | Einwohnerzahl im Kreis Soure (1801–2011) | Einwohnerzahl im Kreis Soure (1801–2011) | Einwohnerzahl im Kreis Soure (1801–2011) | Einwohnerzahl im Kreis Soure (1801–2011) |
| ---------------------------------------- | ---------------------------------------- | ---------------------------------------- | ---------------------------------------- | ---------------------------------------- | ---------------------------------------- | ---------------------------------------- | ---------------------------------------- | ---------------------------------------- |
| 1801                                     | 1849                                     | 1900                                     | 1930                                     | 1960                                     | 1981                                     | 1991                                     | 2001                                     | 2011                                     |
| 3.801                                    | 6.436                                    | 20.233                                   | 22.941                                   | 26.575                                   | 22.570                                   | 21.704                                   | 20.940                                   | 19.245                                   |

### Kommunaler Feiertag
- 21. September (hl. Matthäus)

### Partnerstädte
- Neuville-de-Poitou (Frankreich) seit 1987
- Soure (Brasilien) seit 1994

## Politik

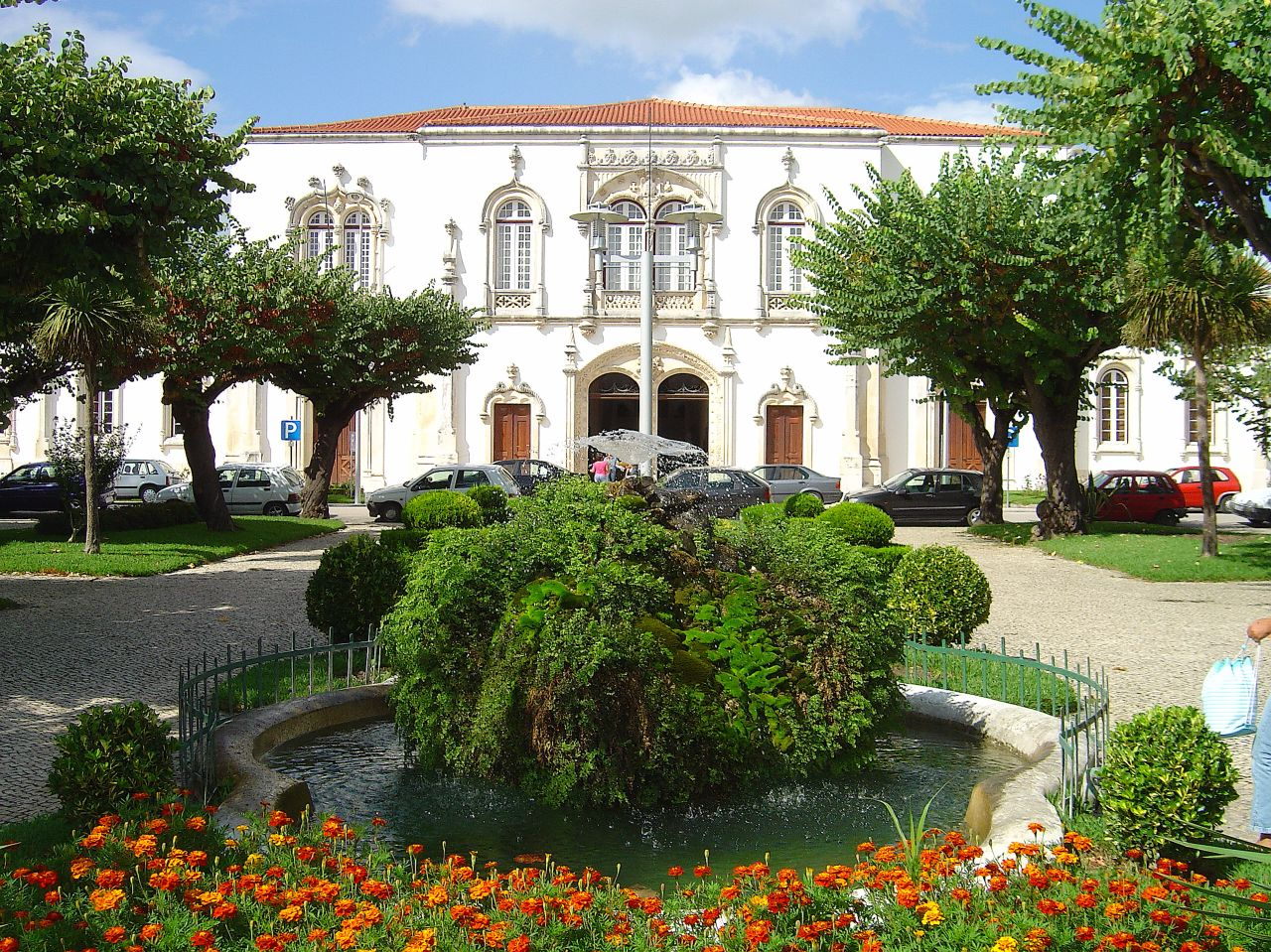
Das Rathaus (Paços do Concelho) von Soure

Nachdem der langjährige Bürgermeister João Gouveia (PS, bis zur Wahl 2001 PSD/PPD) zur Kommunalwahl 2013 nicht mehr antrat, wurde sein Parteifreund Mário Jorge Nunes zum Bürgermeister gewählt, Gouveia wurde zunächst Vorsitzender der Kreisversammlung (Assembleia Municipal, das kommunale Parlament) und wurde danach Abgeordneter im Portugiesischen Parlament.
Bei der Kommunalwahl 2017 wurde Mário Jorge Nunes (PS) mit 59,14 % im Amt bestätigt, bei einer Wahlbeteiligung von 56,70 %.

## Medien
Die Lokalzeitung O Popular de Soure erscheint zweiwöchentlich jeweils freitags. Sie gehört zum Lokalradio Soures, dem Radio Popular 104.4 (offiziell Radio Popular do Concelho de Soure), das aus dem 1987 gestarteten Piratensender Rádio Saurium hervorging und 1990 legalisiert wurde.
Mit der Monatszeitung Preto no Branco (port. für „Schwarz auf Weiß“) existiert seit 2005 im Kreis eine zweite Regionalzeitung, die vom Kulturverein Grupo Musical Gesteirense in der Kreisgemeinde Gesteira herausgegeben wird. Sie ist nicht im freien Verkauf, sondern wird lediglich durch Jahresabonnements vertrieben.

## Wirtschaft

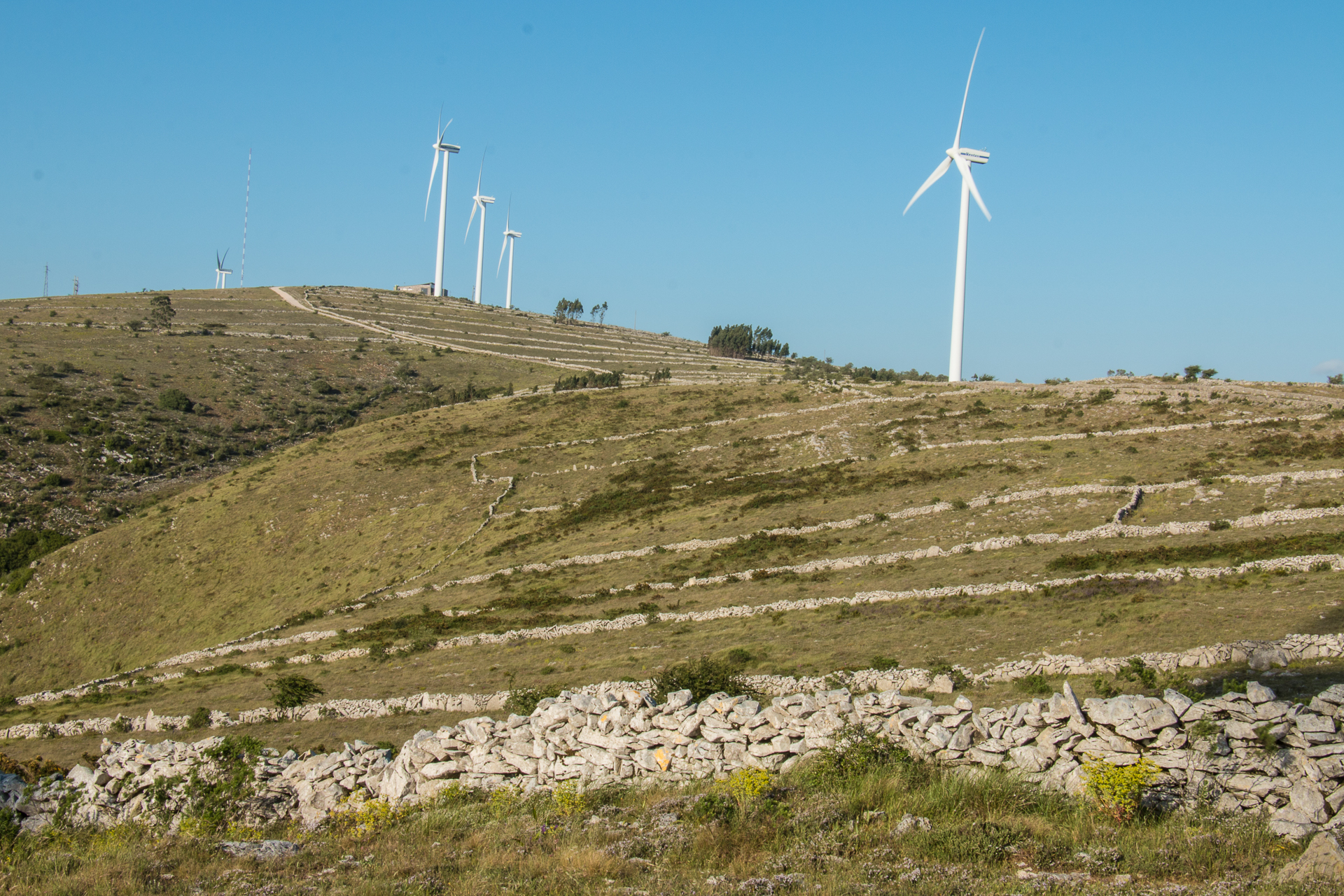
Windparks in der Serra do Sicó bei Degracias

In den gebirgigen Teilen des Kreises, in der Serra do Sicó, werden Steinbrüche (u. a. Kalk) und Nahrungsmittelindustrie betrieben (Trockenfrüchte und ihre Verarbeitung), dazu traditionelle Käseherstellung. In Windparks wird dort Strom produziert. In den restlichen, flussdurchzogenen Gebieten stellt die auf den fruchtbaren Böden betriebene Landwirtschaft einen wichtigen Wirtschaftsfaktor des Kreises dar, neben kleineren industriellen Betrieben und dem Handel. In den Gewerbegebieten am Rande der Stadt haben sich mittelständische Verarbeitungsbetriebe und Logistikunternehmen niedergelassen.
Von den 750 umsatzstärksten Unternehmen im Distrikt Coimbra sind lediglich 21 im Kreis Soure ansässig (Stand 12/2014). Das mit über 10 Mio. € Jahresumsatz größte Unternehmen ist dabei die Firma Frutorra - Pimenta, Lda., die seit 1989 Nüsse und Trockenfrüchte vertreibt, und die Nummer 102 der Liste der größten Unternehmen im Distrikt belegt. Der größte private Arbeitgeber im Kreis ist hingegen der Maschinenbaubetrieb Vieira Cordeiro S.A., der neben seinen 70 direkten Angestellten eine Vielzahl Freiberufler als Zulieferer beschäftigt. Unter den sozialen Betrieben im Kreis ist die Associação Cultural, Recreativa e Social de Samuel zu nennen.

## Sport und Kultur
In den letzten Jahren hat die Stadtverwaltung von Soure sich um die dezentrale Förderung von kulturellen und sozialen Aktivitäten in den Ortschaften des Kreises bemüht. So haben viele alte kulturelle Vereinigungen (Orchester, Folklore, Theater) ihre Aktivitäten ausgebaut, und neue soziale und kulturelle Initiativen sind lokal und sogar nachbarschaftlich entstanden. Trotzdem bleibt die Kreisstadt Soure das unangefochtene kulturelle und wirtschaftliche Zentrum des Kreises, in dem sich seine wichtigsten Veranstaltungen und Bibliotheken, alte Herrenhäuser und schmale Gassen, Schulzentren, Verwaltungen und Krankenhäuser finden.

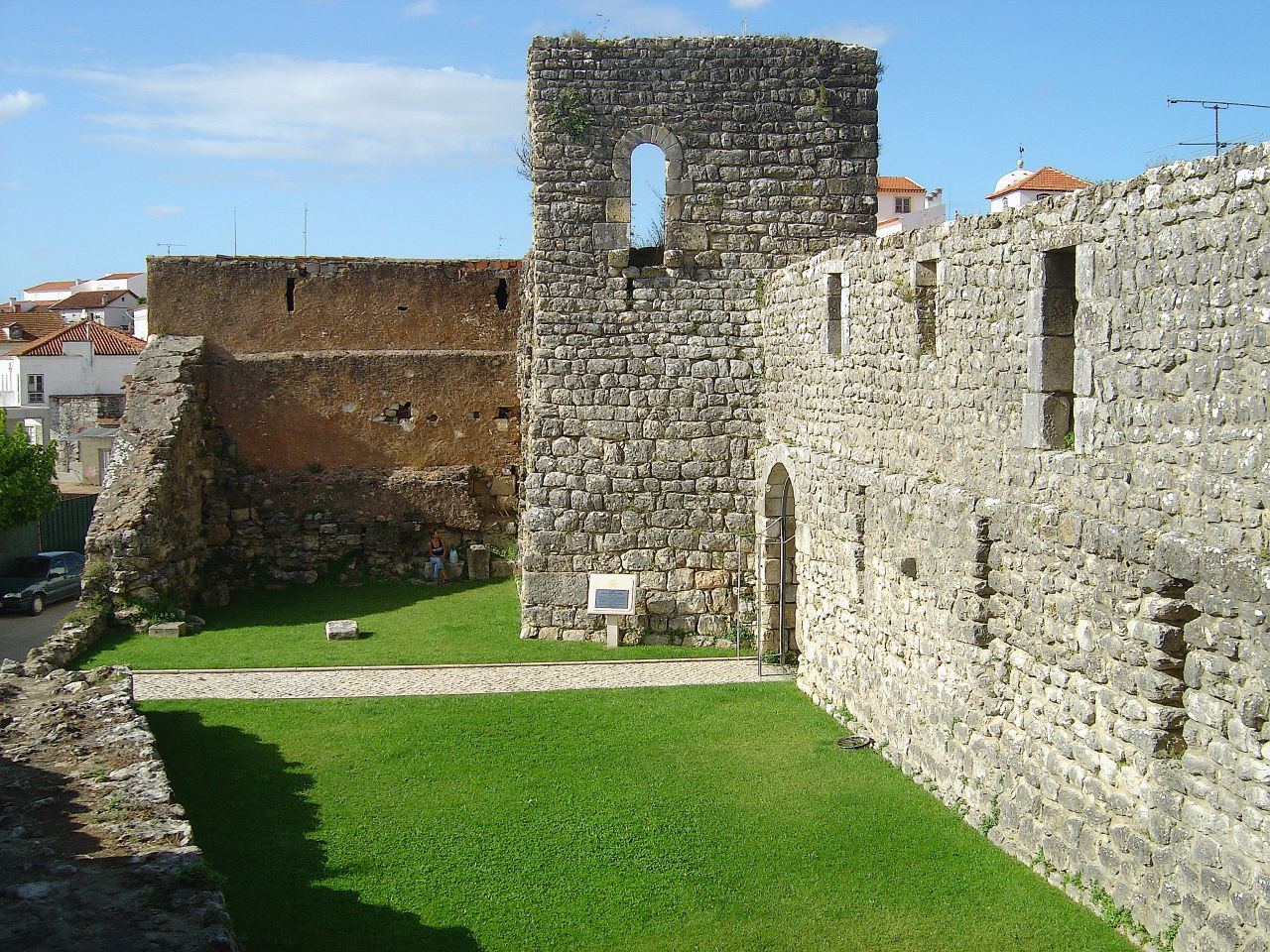
Überreste der Befestigungsanlagen (Castelo de Soure)

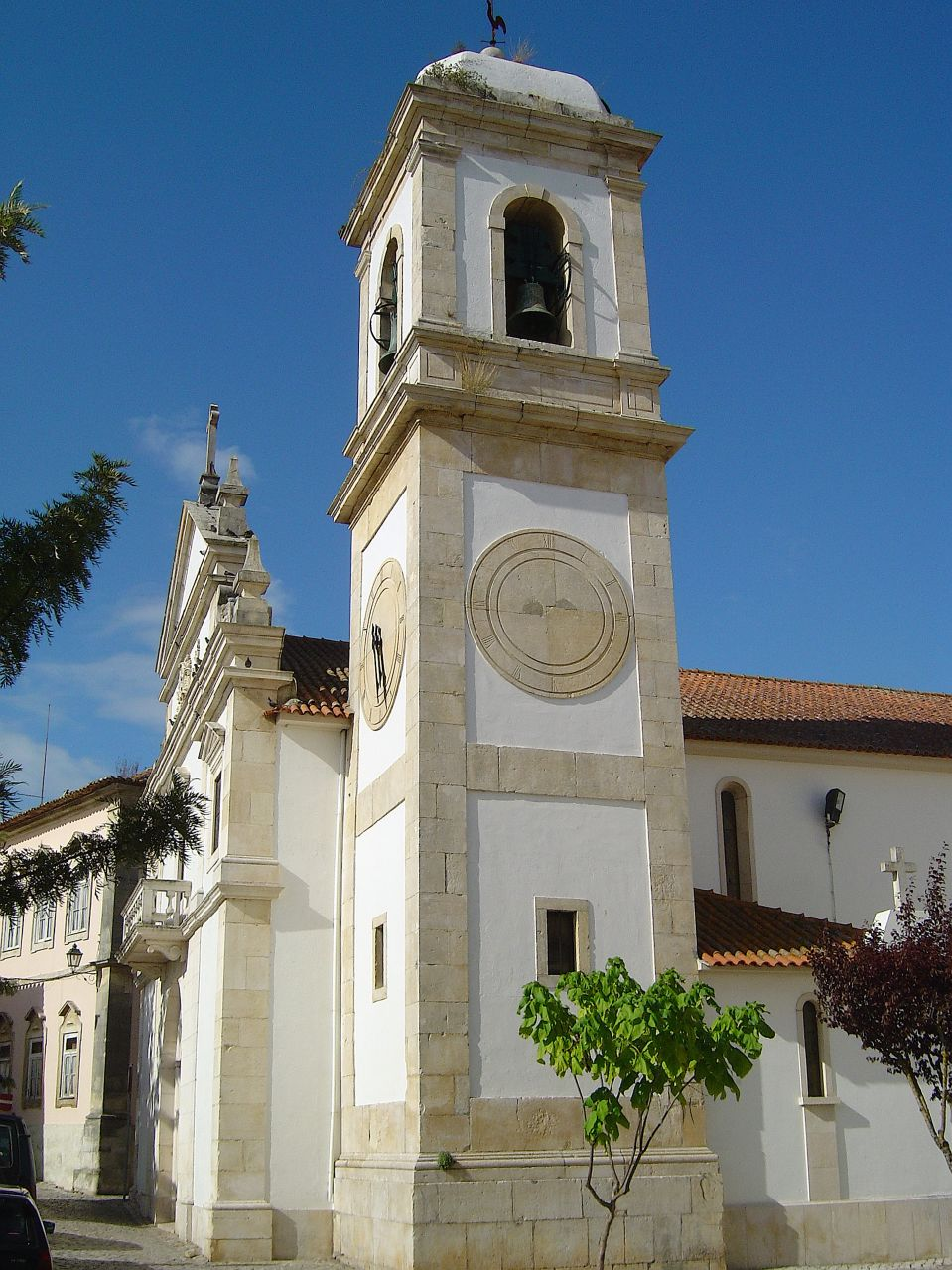
S.Tiago, die Hauptkirche (Igreja Matriz) von Soure

### Sehenswürdigkeiten
Die Burg von Soure war der erste Sitz der Tempelritter in Portugal. Die zentral gelegenen Reste der Burg und seines massiven Mauerwerks beherbergen das städtische Museum und das Fremdenverkehrsamt ("Turismo"). Der schmale Fluss Anços fließt durch das Zentrum Soures, vorbei am Park Parque da Várzea, alten Brücken und einer alten Wassermühle, bis er am Stadteingang in den Arunca mündet. Die Stadtverwaltung ist zentral im Gebäude der Paços de Concelho (Rathaus) mit einer kleinen Parkanlage davor untergebracht. Das Gebäude wurde in den Jahren 1902–1906 im neo-manuelinischen Stil erbaut.
Etwas unterhalb des ansehnlichen Gerichtsgebäudes befindet sich neben dem Busbahnhof auch die Markthalle. Dort werden neben Obst und Gemüse auch Fisch und Fleisch angeboten. Dahinter liegen die städtischen therapeutischen Einrichtungen und öffentlichen Schwimmbäder, die sich architektonisch in den umliegenden alten Hausbestand einordnen.
In der Hauptkirche S.Tiago, im 15. Jahrhundert vom späteren König Manuel I. erbaut, sind verschiedene kuriose Figuren und historische Dokumente in Stein gemeißelt. Auch verschiedene Skulpturen aus dem Baujahr und den zwei folgenden Jahrzehnten sind erhalten geblieben. Sehenswert ist auch der goldene Altar, die Figur der Maria-mit-dem-Kind aus dem 16. Jh., und die manieristischen Malereien aus den Jahren 1560–70.
Die außerhalb des Ortes liegende, 1189 vom Eremiten Rício erbaute Capela des Sao Mateus ist ein regionaler Wallfahrtsort, zu dem an seinem Feiertag (21. September) Prozessionen stattfinden. Hier findet man manuelinische Dekorationen, eine beschädigte Skulptur des 16. Jahrhunderts, aber auch Mudejaren-Fliesen aus dem 15. Jahrhundert.
Im südlich gelegenen Naturschutzgebiet Paúl da Madriz, einem Feuchtgebiet und Vogelschutzgebiet, können überwinternde Zugvögel beobachtet werden. Im Arunca und seinem Stausee wird Kanusport und Rudern betrieben.
Bereits zum angrenzenden Kreis Condeixa-a-Nova gehören die umfangreichen römischen Ausgrabungsstätten von Conimbriga.

### Feste und Veranstaltungen
Am städtischen Feiertag des 21. September organisiert die Stadtverwaltung (Câmara Municipal) die traditionellen „Festas de S. Mateus“ (Sankt Matthäus-Feiern) und die gleichzeitige „FATACIS - Feira de Artesanato, Turismo, Agricultura, Comércio, Industria de Soure“ („Messe des Kunsthandwerks, des Tourismus’, der Landwirtschaft, des Handels und der Industrie in Soure“). Besucher des Kreises und von außerhalb kommen wegen der vielfältigen Ausstellungen und kulturellen und gastronomischen Veranstaltungen, aber auch zu den religiösen Prozessionen. Bekannteste Namen im Musikprogramm des siebentägigen S.Mateus 2016 etwa waren die britische Band Fischer-Z und der international bekannte portugiesische Reggae-Künstler Richie Campbell.
Jährlich im Mai veranstaltet die Stadtverwaltung seit 1999 die „Semana do Livro e da Cultura“ ("Woche des Buches und der Kultur"). Hier soll die Freude am Lesen bei Jung und Alt gefördert werden, wobei verschiedene kulturelle Veranstaltungen von Schulen und Vereinen aus allen Teilen des Kreises organisiert werden.

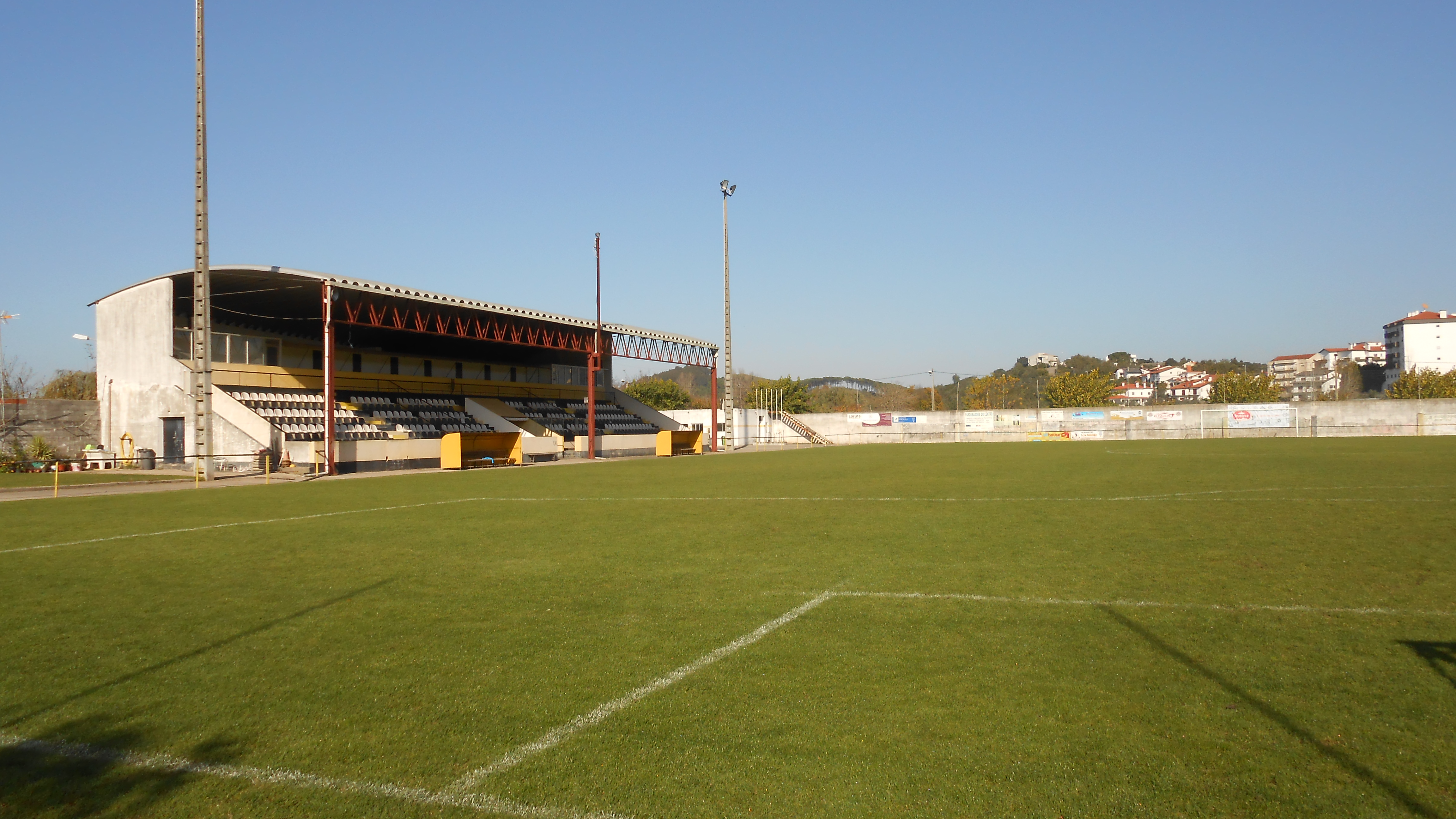
Das städtische Stadion Campo Dr. António Coelho Rodrigues

Am letzten Juni-Wochenende jeden Jahres präsentieren sich alle 12 Gemeinden des Kreises im „Parque da Várzea“ in Soure, mit Schwerpunkten auf Gastronomie, Folkloredarbietungen, traditionellem Kunsthandwerk und Musikkonzerten.
Alle zwei Jahre findet eine Woche der Städtepartnerschaft statt, mit variierenden Veranstaltungen und gegenseitigen Besuchsdelegationen.

### Sport
Soura ist seit 2019 Austragungsort des jährlichen European Youth Cup, der Europameisterschaft im Sportklettern, erstmals 2019, und danach 2021 und 2022.
Der 1947 gegründete Fußballverein GD Sourense tritt in der dritten portugiesischen Liga an, dem Campeonato Nacional de Seniores (Stand 2014). Seine Heimspiele trägt er im 1.000 Zuschauer fassenden Stadion Campo Dr. António Coelho Rodrigues in Soure aus.

## Verkehr

### Eisenbahn

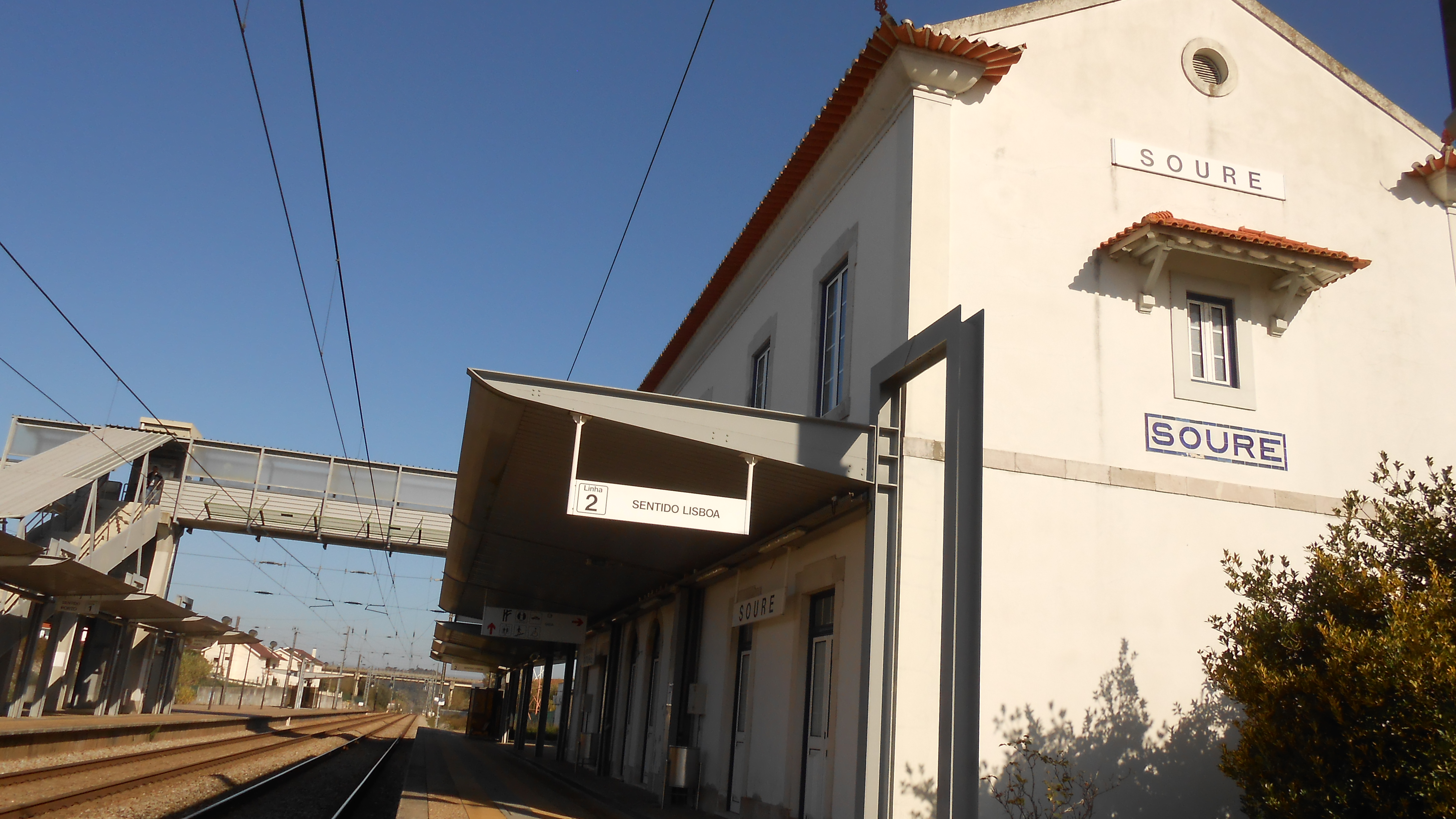
Im Bahnhof von Soure

Soure liegt an der Linha do Norte, der wichtigen Strecke von Lissabon nach Porto, jedoch halten hier nur regionale Züge, nicht der Alfa Pendular und nicht der Intercidades. Der ansehnliche Bahnhof liegt am Rand des Ortes und funktioniert seit der Schalterschließung und Einstellung des Frachtservices nur als Haltepunkt.

### Fernstraßen
Über die Nationalstraße 342 ist Soure 13 km von Condeixa-a-Nova und seiner Anbindung an die Autobahn A1 entfernt. Seit August 2014 ist Soure zudem über eine eigene Anschlussstelle an die A1 angebunden.